# Præstegårdsseminarium
Et præstegårdsseminarium var et lærerseminarium, der blev oprettet på en præsts initiativ, og hvor undervisningen ofte fandt sted i præstegården. De spillede en vigtig rolle for uddannelsen af skolelærere i Danmark, da den almindelige skolegang blev indført i begyndelsen af 1800-tallet.

## Historie
Det første præstegårdsseminarium i Danmark var Vesterborg Seminarium, grundlagt i 1801 i Vesterborg på Lolland af den daværende sognepræst, senere biskop P.O. Boisen. Landets første seminarium, Blågård Seminarium, var blevet oprettet i København i 1791, men seminaristerne herfra havde fået et dårligt ry som "vantro og hovmodige". Boisen oprettede derfor et alternativt uddannelsessted, hvor sigtet var, at de studerende i højere grad skulle ligne den landbobefolkning, hvis børn de skulle undervise. Undervisningens niveau skulle ikke være det samme som på Blågård, og især religionsundervisningen skulle være mindre kritisk.
Boisens lærerskole vakte opmærksomhed i resten af landet, og i de følgende år blev der oprettet omkring en halv snes andre præstegårdsseminarier. Det gjaldt således 
- Brøndbyvester Seminarium, oprettet af sognepræst Eiler Hammond i Brøndbyvester som det andet danske præstegårdsseminarium i 1803[4]
- Borris Seminarium, det første præstegårdsseminarium i Jylland, oprettet 1806[5]
- Besser Seminarium i præstegården i Besser, der eksisterede 1812-1818.[6]

Og ikke mindst gjaldt det Skårup Seminarium, der blev grundlagt af sognepræst Peder August Wedel i 1803, som selv forestod undervisningen indtil 1835. Det blev det længstlevende af alle præstegårdsseminarierne, idet det senere blev til Skårup Statsseminarium og i 2008 en del af University College Lillebælt. To år senere samlede bestyrelsen i UCL sin læreruddannelse i Odense og i Jelling og lukkede dermed Skårup Seminarium. Landets sidste præstegårdsseminarium fik dermed en levetid på godt 200 år.
De fleste præstegårdsseminarier havde dog en relativt kort levetid. I 1832, da pioneren Vesterborg Seminarium lukkede et år efter stifteren P.O. Boisens død, var der fire præstegårdsseminarier tilbage i Danmark.